# Thomas Dienel
Thomas Dienel (* 16. Juni 1961 in Weimar) ist ein deutscher Neonazi und zu mehreren Jahren Haftstrafe verurteilter Krimineller. Nach Berichterstattung im MDR Fernsehen soll er „zu den umtriebigsten Personen des ostdeutschen Rechtsextremismus“ Anfang der 1990er-Jahre gehört haben. Er arbeitete seit 1992 als V-Mann „Küche“ für den Thüringer Verfassungsschutz und diskreditierte u. a. im Auftrag des LfV Thüringen politische Gegner.

## Werdegang
Dienel war Bürger der DDR, tat sich als verdientes FDJ-Mitglied hervor und wurde FDJ-Sekretär. Später engagierte er sich in der Deutschen Sex-Liga (zeitweise als deren „Generalsekretär“), danach in der NPD Thüringen, deren Landesvorsitzender er 1991 war. Schließlich gründete Dienel seine eigene Deutsch-Nationale Partei (DNP) in Thüringen, deren Vorsitzender er seit 19. April 1991 war. Diese war fester Bestandteil des neonazistischen Netzwerkes um Michael Kühnen.
Nach seinem ersten Gefängnisaufenthalt für eine Verurteilung wegen Volksverhetzung, aus dem er am 22. Dezember 1991 entlassen wurde, wurde er vom Verfassungsschutz Thüringen angeworben.
Dienel leugnete bei einer Veranstaltung öffentlich den Holocaust und sagte: „In Auschwitz wurde niemand umgebracht. Leider wurde niemand umgebracht“ (dokumentiert durch eine Spiegel-TV-Aufnahme). Im Sommer 1992, einen Tag nach dem Tode des Präsidenten des Zentralrates der Juden in Deutschland, Heinz Galinski, warf Dienel zwei Schweinekopfhälften mit einer Schmähschrift in den Vorgarten der Erfurter Synagoge. Im Dezember des gleichen Jahres wurde Dienel in Rudolstadt der Prozess unter anderem wegen Volksverhetzung gemacht. Er bekam eine Freiheitsstrafe von zwei Jahren und acht Monaten. Im gleichen Jahr habe Dienel auch Geld von einem RTL-Team dafür bekommen „eine fetzige Nazi-Wehrsportgruppe in den neuen Ländern“ darzustellen. Die Gruppe wurde von realen Personen aus Dienels Neonaziumfeld, aus Saalfeld, Weimar und Erfurt gespielt. Die bei RTL plus/Spiegel-TV im September 1992 ausgestrahlte Reportage löste im In- und Ausland Entsetzen und eine Welle von Strafanzeigen aus. Dafür wurde Dienel im August 1996 wegen Störung der öffentlichen Ordnung durch Vortäuschen von Straftaten und Androhung von Gewalt zu einem Jahr Haft verurteilt.
Im Dezember 1992, kurz nach dem Mordanschlag von Mölln, stellte der damalige Bundesinnenminister Rudolf Seiters den Antrag beim Bundesverfassungsgericht, Dienel die Verwirkung von Grundrechten auszusprechen. Das Gericht lehnte den Antrag 1996 ab, da Dienel zuvor wegen günstiger Prognose vorzeitig aus der Haft entlassen worden war.
Er gab die Mitteldeutsche Stimme heraus. Diese wurde, laut Dienel, komplett vom Verfassungsschutz finanziert. Mit Dienels Hilfe diskreditierte der Verfassungsschutz einen im Bereich des Antifaschismus aktiven Gewerkschaftssekretär, Angelo Lucifero, der daraufhin nicht in den Aufsichtsrat der Thüringischen Landesbank berufen wurde.
1997 sorgte Dienel noch einmal als V-Mann des Thüringer Verfassungsschutzes für Schlagzeilen: Als bezahlter Informant besuchte er das von Helmut Roewer geleitete Landesamt für Verfassungsschutz von Januar 1996 bis August 1997 insgesamt 93 mal. Sein Salär als V-Mann „Küche“ soll insgesamt rund 25.000 D-Mark betragen haben und er soll darüber hinaus rund 6.800 D-Mark für „Essensaufwendungen“ erhalten haben.
Seit seinem Auffliegen als V-Mann war Dienel untergetaucht. 1998 trat er als Chefredakteur der Zeitung Stimme für Deutschland, herausgegeben vom Thüringer Verlag Neues Denken, wieder in Erscheinung. Die Zeitung wurde vom Thüringer Sozialministerium aus Steuergeldern gefördert, bis der Verlag bankrottging. Dienel kündigte eine erneute, mit Arbeitslosengeld finanzierte Ausgabe an.
Anfang März 2017 wurde bekannt, dass die Staatsanwaltschaft Gera Anklage gegen Thomas Dienel und dreizehn weitere Personen erhob, darunter seinen langjährigen Bekannten, den Rechtsextremisten und V-Mann Tino Brandt, der zum Umfeld des NSU-Kerntrios gehörte.
2024 gründete Dienel den Verein "Opas gegen links", dessen Vorsitzender er seither ist. Der Verein unterstützt Wahlkämpfe der AfD und verbreitet seine Positionen über Werbeartikel, eine Website und durch öffentliche Präsenz.